# نينا (اسم)
نينا (بالإنجليزية: Nina)‏ هو اسم علم شخصي مؤنث من أصل روسي جورجي، حيث أنه مشتق من اسم نينو نسبةً للقديسة نينو الجورجية الأرمنية وهو مشتق من اللغة السلافية القديمة نيناتي وألذي يعني الحالم أو حلم، للإسم أصول أخرى من اللغات الأمريكية الأصلية والعبرية و الإسبانية و الإنجليزية والكرواتية، ويعتبر أيضاً اسم مشتق من اسم مارينا و كاترينا. في اللغة العبرية معناه لله شوق وفي اللغة السواحلية معناه الأم وفي اللغة اليونانية القديمة معناه الوردة وفي لغة الكيتشا معناه النار وفي اللغة الإسبانية معناه الفتاة الصبية. يعتبر هذا الاسم من أكثر الأسماء انتشاراً عن الإناث في الغرب وأيضاً مستعمل عند بعض العرب.
ويطلق على اسم نينا في الصومال بالوردة الخضراء نظراً لجمالها.

## الشخصيات
- نينا أكدال عارضة أزياء دنماركية
- نينا غافريليوك متزلجة ثلجية روسية
- نينا أليسوفا ممثلة سوفيتية روسية
- نينا باودن كاتبة ورائية إنجليزية
- نينا بروش عارضة أزياء وممثلة إسرائيلية
- نينا بوراوي كاتبة فرنسية
- نينا دوبراف ممثلة كندية بلغارية
- نينا دافولوري عارضة أزياء وناشطة هندية أمريكية
- نينا سيمون مغنية أمريكية
- نينا سازونافا ممثلة سوفيتية روسية
- نينا عبد الملك مغنية لبنانية مصرية
- نينا مغربي ممثلة مغربية
- نينا موريش عارضة أزياء ومذيعة كرواتية
- نينا هاغن مغنية ألمانية
- نينا هارتلي ممثلة إباحية أمريكية

- نينا فارس ناظرة مدرسة

### الشخصيات الخيالية
- نينا ويليامز إحدى شخصيات سلسلة ألعاب الفيديو تيكن